# Federazione di softball della Serbia
La Federazione serba di softball (srp. Softbol savez Srbije) è un'organizzazione fondata nel 2008 per governare la pratica del softball in Serbia.
Organizza il campionato di softball serbo, e pone sotto la propria egida la nazionale di softball femminile.